# Сражение за Манадо
Сражение за Манадо (нидерл. Slag bij Manado) — захват японскими войсками порта Манадо в Голландской Ост-Индии в период 11—13 января 1942 года, во время Второй мировой войны. В ходе боёв за Манадо японские вооружённые силы впервые в своей истории высадили воздушный десант.

## Предыстория
Японские успехи в Малайе и на Филиппинах в первые недели войны были настолько внушительны, что в Токио решили ускорить захват голландских владений в Юго-Восточной Азии. В первых числах января к выходу в море были готовы три больших конвоя; Восточная десантная группа направлялась с Филиппин для захвата островов Сулавеси, Амбон и Тимор.

## Боевые действия
9 января 6 японских транспортов под командованием контр-адмирала Танака под прикрытием двух лёгких авианосцев из соединения контр-адмирала Фудзита и трёх тяжёлых крейсеров контр-адмирала Такаги вышли из Давао. 11 января, когда с кораблей началась высадка десанта, вылетевшие с захваченного в районе пролива Бруней аэродрома самолёты выбросили несколько сотен парашютистов на аэродром Лангоан, находившийся южнее Манадо. Так как в то время оружие сбрасывалось отдельно от десантников, то, попав после приземления под плотный огонь защищавших аэродром голландских войск, многие парашютисты погибли, будучи не в состоянии ответить на огонь противника, и аэродром был захвачен лишь после того, как у голландских войск начали кончаться боеприпасы. К вечеру японские десантники захватили базу гидросамолётов Какас на озере Тондано, а на следующий день соединились с морским десантом, захватившим порты Манадо и Кема. Вечером 12 января на аэродроме Лангоан приземлились японские штурмовики.
Высадка японского воздушного десанта на Манадо стала первой воздушно-десантной операцией японских войск.
Голландские войска, отступив в горы, продолжали оказывать сопротивление, но постепенно они были уничтожены японцами.

## Результаты
Захват порта Манадо и острова Таракан позволил японцам установить контроль над северной частью Макассарского пролива и приступить к захвату важного центра нефтедобычи Баликпапан.